# Garai Gábor
Garai Gábor (eredeti neve: Rupprecht Gábor) (Budapest, 1929. január 27. – Budapest, 1987. szeptember 9.) Kossuth-díjas (1965) magyar költő, író, műfordító, kritikus.

## Családja és származása
Az evangélikus felekezetű soproni eredetű nemesi származású virtsológi Rupprecht család sarja. Apja Marconnay Tibor (1896–1970) költő, anyja Garay Etta (1897–1975) szavalóművésznő. Szülei korán elváltak, édesanyja a házitanítónői munkájának jövedelméből egyedül nevelte fel. Apja Rupprecht Tiborként született, 1923-tól használta írói névként édesanyja, báró Beaulieu-Marconay Mártha (1866–1957) vezetéknevét, aki Rupprecht Olivér (1858–1942) hitvese volt. Garai Gábor apai dédszülei Rupprecht Lajos (1807–1889) sajtoskáli nagybirtokos, és alsókáldi Káldy Terézia (1827–1898) voltak. Anyai nagyszülei a római katolikus nyiregyházi származású dr. Garay Kálmán (1852–1906), ügyvéd, országgyűlési képviselő, és Andráscsik Anna (1865–1937) voltak; dr. Garay Kálmán eredetileg a Ferlicska vezetéknév alatt született, és 1905-ben, gyermekeivel együtt vette fel a Garay nevet. Garai Gábor 1953-ban megnősült, felesége László Sarolta lett; házasságukból született Garai Attila (1955–2024), okleveles biológus, az Orvosi továbbképző szemle szerkesztője, a Magyar Vegán Egyesület (MAVEG) egyik alapító tagja, műfordító.

## Életpályája
1948-ban érettségizett, s ez évben jelent meg első verse az Új Időkben. A Közgazdasági Egyetemen kezdett tanulmányait származása miatt kénytelen volt megszakítani. A MÁV-nál dolgozott 1950–1958 között, 1958–1960 között az Európa Könyvkiadó lektora volt, közben az ELTE Bölcsészkarán magyartanári diplomát szerzett. 1960–1964 között az Élet és Irodalom versrovatvezetője, 1968–1972 között főszerkesztő-helyettese volt. 1964–1968 között a Magyar Írók Szövetségének külügyi titkáraként, 1972–1976 között főtitkár-helyetteseként, majd 1976-tól főtitkáraként dolgozott. 1957-ben belépett a Magyar Szocialista Munkáspártba, 1966–1980 között az MSZMP Központi Bizottságának tagja. 1982-től a Magyar PEN Club alelnöke, 1982-től haláláig a Látóhatár című irodalmi folyóirat főszerkesztője volt.

## Munkássága
Első verseit az 1940-es években publikálta. Első kötetei (Zsúfolt napok, 1956; Ének a gyógyulásért, 1958) technikailag jól felkészült, fegyelmezett költőnek mutatják; a nyugatos hagyományok fogalmi pontosságra törekvő, racionalista ágát folytatta. 1956 után a kulturális politikától támogatott költő szerepét vállalta. A Tűz-tánc című versével vált ismertté (1957). A Tűz-tánc avantgárd stíluselemeivel és forradalmiságával a lejáratott szocialista költészet  megújítására tett kísérletet. Az Emberi szertartás (1960) a szerepét és hangját megtalált költő kötete; benne a Jób könyve a szenvedések közt megőrzött hűség allegóriája. A Mediterrán őszben (1962) a szintézis útját kereste a történelem tanulságai meg a technikai haladás korszerű eredményeivel kapcsolatos szellemi és erkölcsi következtetések között (Tűzre várok, Asztronauták). Az Elégiák évadával (1974) olyan szakasz kezdődött pályáján, amelyben a valóság tárgyias rajzát a harmónia utáni vágyakozás motívuma tette személyesebbé; a szocializmusnak elkötelezett költészetében az erkölcsi elemek jutottak növekvő szerephez. A folyamatosan olvasva lírai naplóként ható verseskötetekben az 1976-os Visszfénytől az 1984-es Legszűkebb hazámig és Kelet-nyugati kerevetig mindig jelen van az elmúlással, az idővel való szembenézés motívuma. A Tiszta zengésben (1986) azokkal vitatkozik, „akik mostanság a mai magyar lírát termelik”; e kötet tartalmazza A reformátor (1985) című drámát és a belőle kimaradt „melléktermékeket” (Luther-monológok cikluscímmel). Posztumusz kötetében, a Doktor Valaki tévelygéseiben (1988) olyan alteregót szólaltat meg, akinek körülményei hasonlítanak az övéihez, de „gyöngéd iróniával és öniróniával reagál” megpróbáltatásaira. Műfordítóként is jelentős volt.

## Színházi munkái

### Szerzőként
| - Biztató (Mai magyar költők estje) (1959) - Tűz-tánc (1959) - Emberül felelj! (1961) - Reggeltől Reggelig (1962) - Ezek a mai fiatalok (1963) - Gyöngykagylók (1963) - Michelangelo-emlékest (1964) - Pódium 64 (1964) - Párbeszéd József Attilával (1964) - A könyvek és én (1964) - Mozgó világ (1964) - Rapszódia az elragadtatásról (1965) - Kalózok szeretője (1965) | - Vietnám ege alatt (1967) - Budapest költészete (1967) - Mindenre Képes Újság (1967) - Mindenkinek, mindenkinek (1967) - Fő a fejünk (1968) - A lebegő atlasz (1973) - Tombol a Hold (1974) - Várj reám! (1976) - Boldog akar lenni az ember... I.-II. rész (1977) - Tündér a kertben (1977) - Orfeusz átváltozásai (1977) - Csak semmi szenzáció (1979) - A reformátor (1984) |

### Íróként
- A kölyökkor álmai (1985)
- Villa Negra (1986)

### Műfordítóként
- Új szimfónia (1962)
- A kaukázusi krétakör (1964, 1968, 1975)
- Kalózok szeretője (1965)
- A krétakör (1966)
- Egy fő az egy fő (1966, 1978, 1989)
- A Luzitán szörny (1970)
- Tou O igaztalan halála (1971)

## Művei
- Zsúfolt napok. Versek; Szépirodalmi, Bp., 1956
- Ének gyógyulásért; Magvető, Bp., 1958
- Mediterrán ősz. Versek; Szépirodalmi, Bp., 1962
- Magyar versek könyve (versek, összeállította Kormos Istvánnal, 1963)
- Artisták. Versek; Szépirodalmi, Bp., 1964
- Nyárvég. Válogatott versek; Szépirodalmi, Bp., 1965
- Eszköz és eszmélet; Szépirodalmi, Bp., 1965
- Kedd / Rapszódia az elragadtatásról. Verses táncjáték; Szépirodalmi, Bp., 1966
- Kis csodák. Versek; Szépirodalmi, Bp., 1968
- Anyaföld. Válogatott versek; vál., szerk., utószó Faragó Vilmos; Athenaeum Ny., Bp., 1968 (Kozmosz könyvek)
- Meghitt találkozások; Szépirodalmi, Bp., 1969
- Írás a falon; Szépirodalmi, Bp., 1969
- Orpheusz átváltozásai. Verses játék; ill. Borsos Miklós; Szépirodalmi, Bp., 1970
- Márciusi nyár. Jegyzetek és versek egy indiai utazásról; Szépirodalmi, Bp., 1971
- Ablakban a nap; Szépirodalmi, Bp., 1972
- Elférünk a földön; Szépirodalmi, Bp., 1973
- A szenvedély évszakai. Összegyűjtött versek; ill. Borsos Miklós; Szépirodalmi, Bp., 1973
- Váci Mihály válogatott versei (válogatta, szerkesztette, 1974)
- Elégiák évada / Bolond Istók. Verses hangjáték Petőfi Sándor elbeszélő költeménye nyomán; Szépirodalmi, Bp., 1974
- A lebegő Atlasz. Színmű; Szépirodalmi, Bp., 1975
- Ölelkezők. Moszkva és Budapest versekben és képekben; vers Garai Gábor, fotó Gink Károly, Mihail Trahman; Kozmosz, Bp., 1975
- Visszfény; Szépirodalmi, Bp., 1976
- Bizalom. Válogatott versek; Magvető–Szépirodalmi, Bp., 1977 (30 év)
- Szélcsönd és újra szél; Szépirodalmi, Bp., 1978
- A kék sziget; ill. Szántó Piroska; Békés megyei Könyvtár, Békéscsaba, 1979
- A viszályokon át; Szépirodalmi, Bp., 1979
- Jégkorszak után; Szépirodalmi, Bp., 1980
- Meghitt beszélgetések; Kozmosz Könyvek, Bp., 1980
- Simon István válogatott versei (válogatta, szerkesztette, 1980)
- Végtelen meg egy. Válogatott versek; Zrínyi, Bp., 1981
- Indián nyár; Szépirodalmi, Bp., 1981
- Delfin és medúza; Szépirodalmi, Bp., 1982
- Legszűkebb hazám; Szépirodalmi, Bp., 1984
- Kelet-nyugati kerevet. Útinapló versekkel; Szépirodalmi, Bp., 1984
- A megtartó költészet – prózában; Magvető, Bp., 1985
- A lady lovagja; Lapkiadó, Bp.,1986
- A tiszta zengés; Szépirodalmi, Bp., 1986
- Doktor Valaki tévelygései; Magvető, Bp., 1988
- Zápor és aszály. Versek és hátrahagyott versek, 1983–1987; Szépirodalmi, Bp., 1989
- Váci Mihály–Simon István–Garai Gábor: Valami nincs sehol. Válogatott versek; vál., szerk. Baranyi Ferenc; Papirusz Book, Bp., 2003

## Műfordításai
- Emberi szertartás. Műfordítások; Magvető, Bp., 1960
- Vítězslav Nezval: Az éjszaka költeményei (versek, Eörsi Istvánnal, 1966)
- Szabad-kikötő. Válogatott versfordítások; Magvető, Bp., 1966
- Andrej Andrejevics Voznyeszenszkij: Oza (versek, 1967)
- Hans Magnus Enzensberger: Vallatás éjfélkor (versek, 1968)
- Andrej Andrejevics Voznyeszenszkij: Tükör-világok (versek, Rab Zsuzsával, 1970)
- Napkeltenyugta. Versfordítások; Szépirodalmi, Bp., 1976
- A. F. Faiz: Két szerelem (versek, 1979)
- R. I. Rozsgyesztvenszkij: Szomjúság (versek, 1979)
- Nguyen Trai: Írás egy kardon (versek, Barna Imrével, Tandori Dezsővel, 1980)
- Hans Magnus Enzensberger: A Titanic pusztulása (versek, 1982)
- Stephen Spender: A kettőzött szégyen (versek, 1986)
- Otto Fernández: El puente del ahorcado (Az akasztott hídja); Simor András, Bp., 2006 (Z)

## Díjak

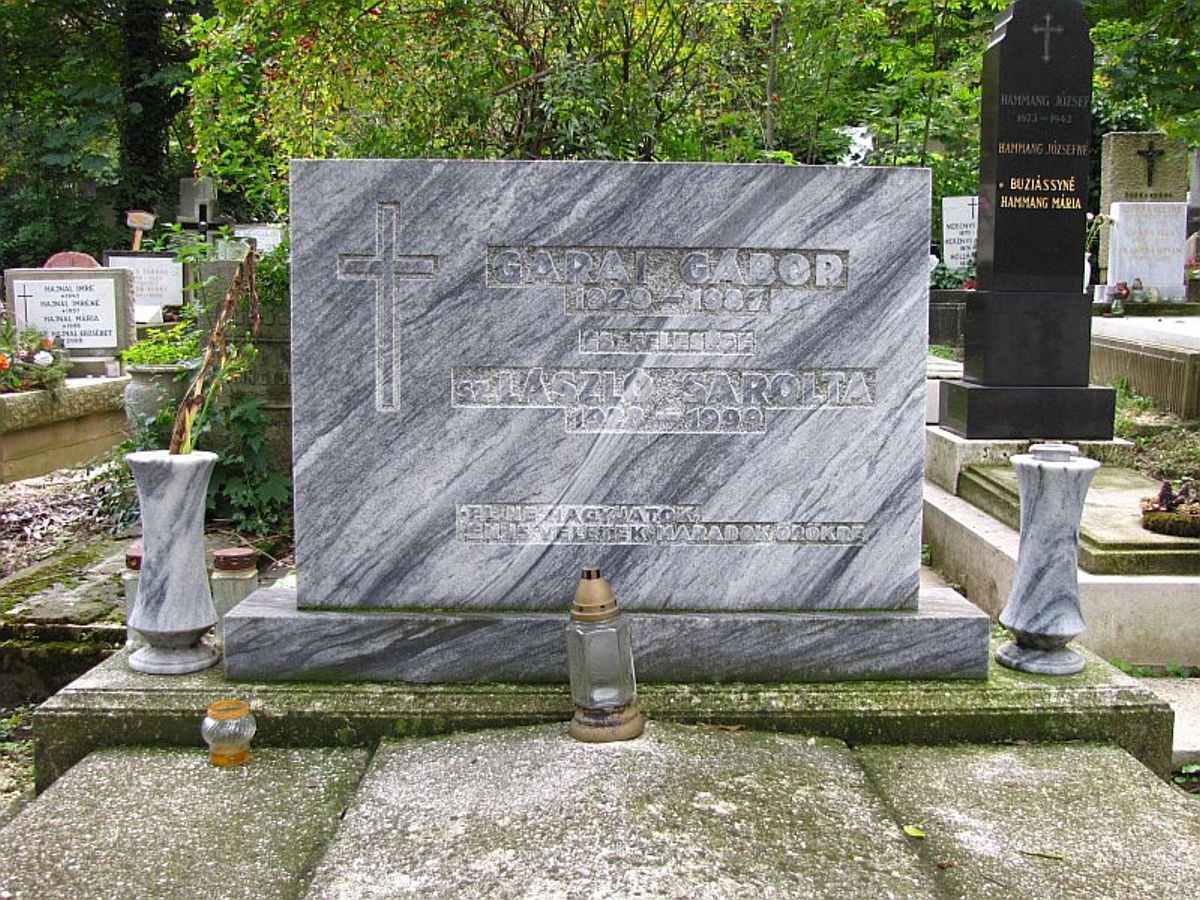
Sírja a Farkasréti temetőben (22-1-61/62)

- József Attila-díj (1959, 1963, 1979)
- Kossuth-díj (1965)
- Pro Arte aranyérem (1970)
- SZOT-díj (1973)
- A Munka Érdemrend arany fokozata (1975)
- A Szépirodalmi Könyvkiadó Nívódíja (1981)
- Radnóti-díj (1981)
- Szocialista Hazáért Érdemérem (1982)